# Muriel Ribeiro
Muriel Dilly Henriques de Freitas Santos Ribeiro (Funchal, 25 de fevereiro de 1922 – 6 de agosto de 2021) foi uma empresária portuguesa do ramo hoteleiro, tendo-se notabilizado nessa área na Região Autónoma da Madeira. Era proprietária do hotel Quinta da Penha de França e do Joe's Bar, no Funchal.
Em julho de 2014, por ocasião do Dia da Região, foi galardoada com a Medalha Autonómica de Distinção, recebendo a distinção das mãos do então presidente do Governo Regional da Madeira, Alberto João Jardim. A 21 de maio de 2015, foi homenageada pela Associação do Comércio de Indústria do Funchal pela sua longa carreira ligada à hotelaria na Região, em particular na Quinta da Penha de França. A 10 de junho de 2018, foi agraciada com o grau de Comendador da Ordem do Mérito Empresarial - Classe do Mérito Comercial.

Morreu a 6 de agosto de 2021, aos 99 anos de idade.